# 이종원 (e스포츠인)
이종원(1991년 7월 20일 ~ )은 대한민국 프로게임단 지도자이다. 

## 지도자 생활
2016년 1월, 에버8 위너스의 코치로 부임했다.
2016년 11월, MVP의 코치로 부임했다.
2019시즌을 앞두고 사이노 드래곤의 코치로 부임했다.
2019년 1월, BBQ 올리버스의 코치로 부임했다.
2020년 1월, 탈론 e스포츠의 코치로 부임했다.
2021년 5월, 올 나이츠의 코치로 부임했다.

## 수상 내역

### 지도자
- 리프트 라이벌즈 2017 준우승
- 퍼시픽 챔피언십 시리즈 스프링 2020 우승
- 미드 시즌 쇼다운 2020 우승
- 퍼시픽 챔피언십 시리즈 서머 2020 준우승